# Camptolophia
Camptolophia là một chi bướm đêm thuộc họ Geometridae.